# Filippos Dīmītriou
Filippos Dīmītriou (in greco: Φίλιππος Δημητρίου; Nicosia, 6 ottobre 1957) è un ex calciatore cipriota, di ruolo centrocampista.

## Carriera
Ha giocato 18 partite per la nazionale cipriota dal 1980 e il 1984.